# Asagiri
Pour les articles homonymes, voir Asagiri (homonymie).
Asagiri (あさぎり町, Asagiri-chō) est un bourg du district de Kuma, dans la préfecture de Kumamoto, au Japon.

## Géographie

### Situation
Asagiri est situé dans le sud-est de la préfecture de Kumamoto.

### Démographie
Au 1er mai 2015, la population d'Asagiri s'élevait à 15 476 habitants répartis sur une superficie de 159,56 km2.

### Hydrographie
Le bourg est traversé par le fleuve Kuma. La source du fleuve Sendai est située à Asagiri.

## Histoire
La création d'Asagiri date de 2003, après la fusion de l'ancien bourg de Menda avec les villages d'Ōkaharu, Ue, Sue et Fukada.

## Transports
Asagiri est desservi par la ligne Yunomae de la compagnie Kumagawa Railroad.